# Loft Story (Frankrijk)
Loft Story is een televisieprogramma uit Frankrijk dat gebaseerd is op het format van Big Brother. Het eerste seizoen ging op 26 april 2001 van start, bijna 2,5 jaar later dan de start van de eerste Big Brother-versie in de wereld.
In het televisieprogramma Loft Story dienen de kandidaten net als in Big Brother voor 100 dagen te zijn opgesloten, na de 100 dagen is er een winnaar bekend. Deze winnaar dient nog een half jaar in het huis te blijven om het huis daadwerkelijk te winnen. 
Loft Story is in Frankrijk twee seizoenen uitgezonden, namelijk in 2001 en 2002, daarna is het van de televisie verdwenen.

## Protest
Op dag 24 van Loft Story seizoen 1 (14 mei 2001) probeerden verschillende tegenstanders van het programma de redactieruimte in te komen om het programma te laten stoppen. 